# Cimetière Saint-Vincent
Der Cimetière Saint-Vincent ist ein kleiner, in der rue Lucien-Gaulard in Paris (18. Arrdt.) gelegener Friedhof.
Er wurde am 5. Januar 1831 als zweiter Friedhof für das damals außerhalb des Stadtgebietes gelegene Dorf Montmartre geöffnet, um den Cimetière du Calvaire zu entlasten und erwies sich bereits 1858 als zu klein, so dass ein neuer Friedhof, der Cimetière de Saint-Ouen jenseits des Festungsgürtels angelegt wurde. Im Zuge der Eingemeindung von 1860 kam der „Cimetière Saint-Vincent“ in den Besitz der Stadt Paris. Fortan wurden nur noch wenige Erbbegräbnisse zugelassen.
Der Friedhof beherbergt 920 Gräber, darunter die von:

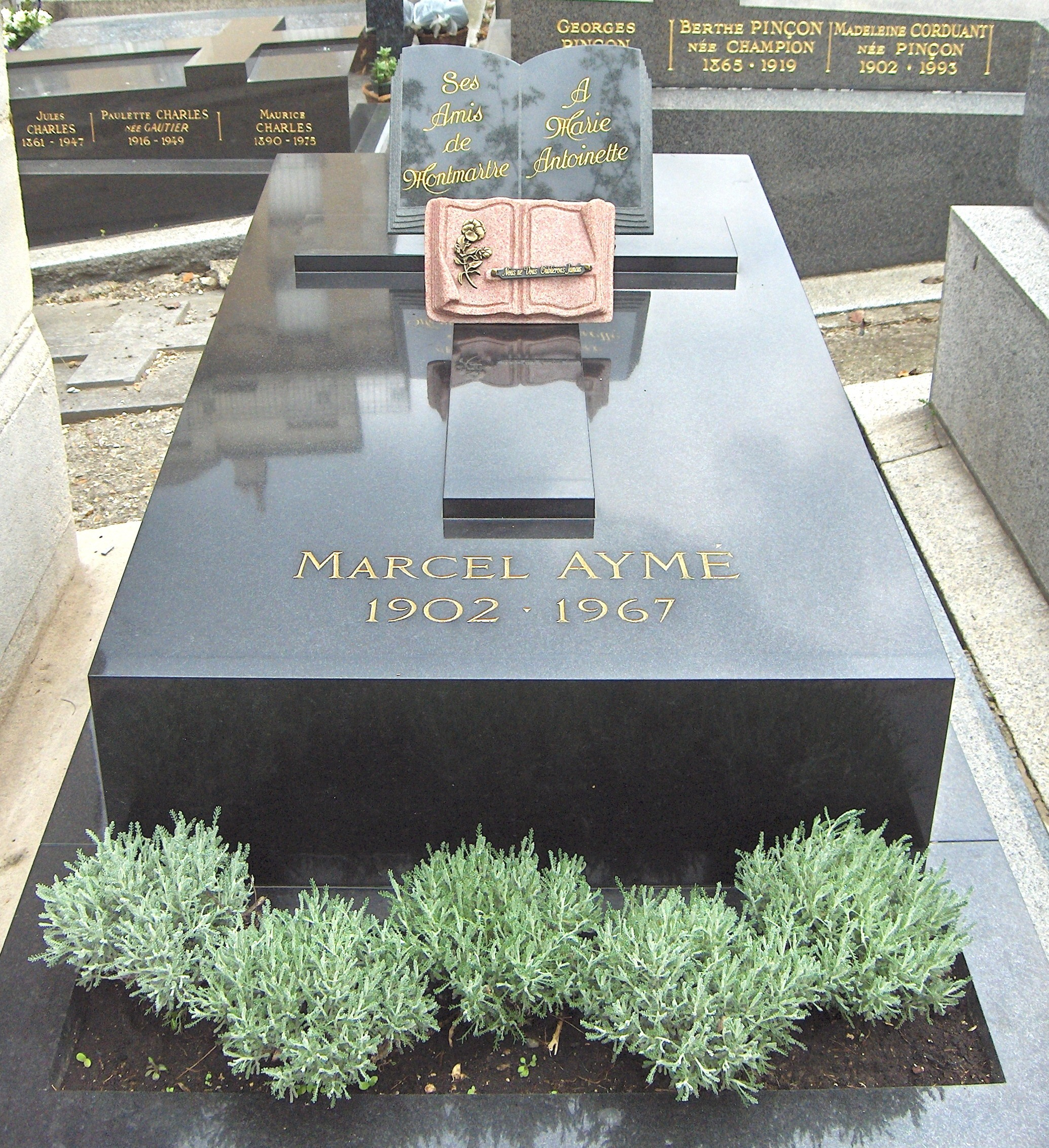
Das Grab von Marcel Aymé

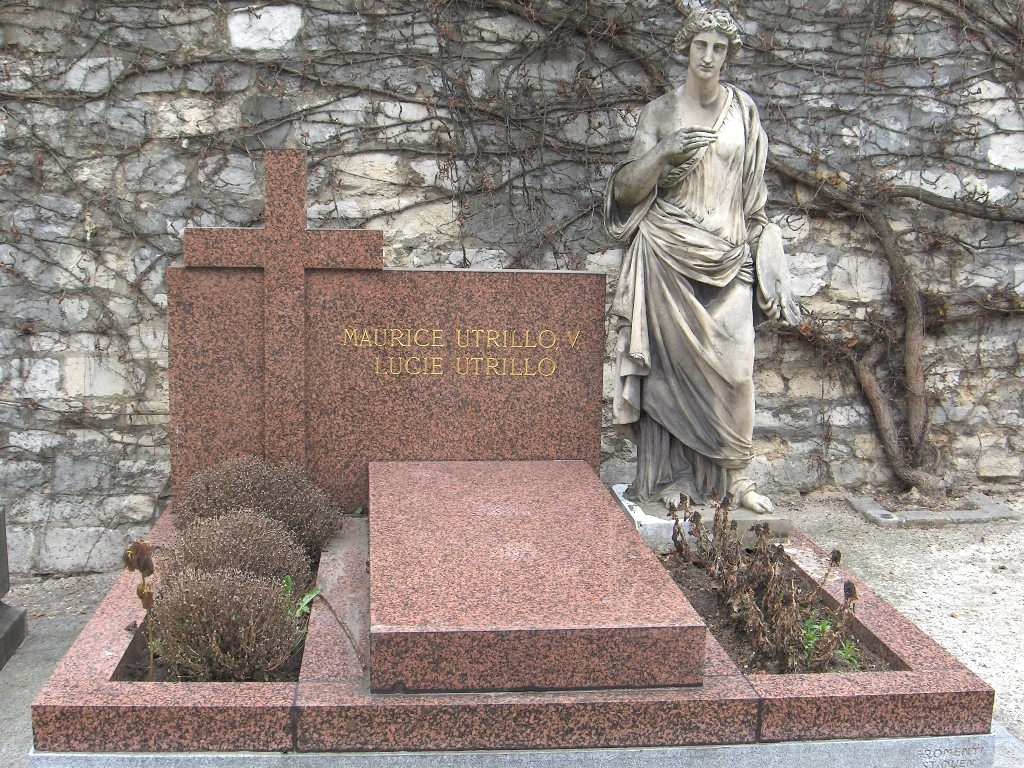
Das Grab von Maurice Utrillo mit der verschont gebliebenen Allegorie der Malerei

- Marcel Aymé (1902–1967), Schriftsteller
- Harry Baur (1880–1943), Schauspieler
- Eugène Boudin (1824–1898), Maler
- Marcel Carné (1906–1996), Filmregisseur
- Jules Chéret (1836–1932), Maler, Grafiker und Lithograf
- Roland Dorgelès (1885–1973), Schriftsteller
- Émile Goudeau (1849–1906), Journalist, Romancier und Dichter
- Arthur Honegger (1892–1955), Komponist
- Désiré Inghelbrecht (1880–1965), Komponist und Dirigent
- Gen Paul (1895–1975), Maler
- Paul Sédir (Yvon Le Loup), (1871–1926), Schriftsteller und Philosoph
- Théophile Steinlen (1859–1923), Maler
- Maurice Utrillo (1883–1955), Maler, und seine Ehefrau, die Malerin Lucie Valore (eigentlich Lucie Pauwels); das Grab ziert eine steinerne „Allegorie der Malerei“, die von dem Brand des während der Pariser Kommune angezündeten Hôtel de Ville (Rathaus) verschont blieb.